# Lercanidipina
La lercanidipina è un composto chimico di formula C36H41N3O6 che in condizioni standard si presenta come una polvere di colore giallo pallido.

## Storia
È stata brevettata nel 1984.

## Caratteristiche strutturali e fisiche
La molecola presenta un atomo di carbonio asimmetrico. Sebbene l'enantiomero S sia più efficace dell'enantiomero R, le formulazioni in commercio sono in forma racemica.
Il composto risulta solubile in cloroformio e metanolo, ma praticamente insolubile in acqua. L'elevata lipofilia della molecola è stata creata per permetterne un elevato legame ai lipidi di membrana, per aumentarne la durata d'azione.
| N. di atomi pesanti                              | 45              |
| N. di donatori di legami a idrogeno              | 1               |
| N. di accettori di legami a idrogeno             | 8               |
| N. di elementi stereogenici atomici non definiti | 1               |
| N. di legami ruotabili                           | 13              |
| Massa monoisotopica                              | 611,29953604 u  |
| Superficie polare                                | 114 Å²          |
| Sezione d'urto                                   | 249,8 Å² [M+H]+ |

## Reattività e caratteristiche chimiche

### Spettri analitici
- GC-MS[5]
- LC-MS[6]

## Farmacologia e tossicologia

### Farmacocinetica
La lercanidipina è assorbita lentamente dall'intestino. La sua biodisponibilità è di circa il 10% a causa del profondo effetto di primo passaggio, o del 40% se assunta insieme con un pasto ricco di grassi. Il picco ematico si riscontra dopo 1-3 ore ed è velocemente distribuita ai tessuti e, data la sua lipofilia, si lega ai fosfolipidi.
La forma circolante nel torrente ematico è completamente (>98%) legata alle proteine plasmatiche. Il metabolismo avviene esclusivamente nel fegato per opera del CYP3A4 e l'emivita plasmatica è di circa 8-10 ore ma, a causa del forte legame con i fosfolipidi, l'effetto antiipertensivo permane per oltre 24 ore.

### Farmacodinamica
Appartiene alla classe delle diidropiridine ed è un calcio-bloccante. A differenza di altre molecole con meccanismo d'azione analogo, come il verapamil o il diltiazem, non va ad agire significativamente sui canali del calcio del nodo atrio-ventricolare, quindi alle dosi terapeutiche non abbassa la frequenza cardiaca.
Agisce bloccando l'afflusso di calcio extracellulare attraverso le membrane delle cellule muscolari lisce vascolari e miocardiche. Questo avviene probabilmente attraverso la deformazione del canale, l'inibizione dei meccanismi di regolazione degli ioni e/o l'interferenza con il rilascio di calcio dal reticolo sarcoplasmatico. La riduzione del calcio intracellulare rallenta i processi di contrazione delle cellule muscolari lisce del miocardio, provocando la dilatazione delle arterie coronarie e sistemiche. Questo porta a un aumento dell'apporto di ossigeno al tessuto miocardico, a una riduzione della resistenza periferica totale, a un abbassamento della pressione sanguigna sistemica e a una diminuzione del postcarico.

### Effetti del composto e usi clinici
Si tratta di un principio attivo di lunga durata a indicazione specifica contro l'ipertensione arteriosa sia moderata sia lieve. Rilassando la muscolatura liscia vascolare, abbassa la pressione periferica totale, riducendo il carico di lavoro del cuore. Viene inoltre utilizzata nella gestione dell'angina pectoris, della sindrome di Raynaud e dell'angina di Prinzmetal.

### Controindicazioni ed effetti collaterali
Come per le altre diidropiridine, la lercanidipina è controindicata nei casi di angina instabile, stenosi aortica, shock cardiogeno. Da evitare durante la gravidanza e nell'allattamento; a causa della scarsità degli studi effettuati, non si può garantirne la sicurezza e nei pazienti colpiti da insufficienza renale.
La lercanidipina è generalmente ben tollerata. Gli effetti indesiderati sono simili a quelli degli altri farmaci della stessa classe terapeutica tra cui mal di testa, vertigini, tachicardia, palpitazioni, rossore ed edema. Le reazioni di ipersensibilità sono state riscontrate in meno di un paziente su 10 000. L'insorgenza di edemi è significativamente meno comune con la lercanidipina rispetto a diidropiridine di prima generazione (come la nifedipina).

### Tossicologia
Sono state segnalate assunzioni fino a 800 mg di lercanidipina negli studi post-marketing. I principali sintomi sono stati quindi una marcata ipotensione e una tachicardia riflessa. Può verificarsi anche bradicardia, a causa del blocco dei canali del calcio nel nodo atrio-ventricolare. Non esistono trattamenti o antidoti specifici, per cui è richiesto il monitoraggio per almeno 24 ore della pressione sanguigna e della funzionalità cardiaca. La dialisi non si è dimostrata efficace, in quanto la molecola si lega fortemente alle proteine plasmatiche e ha un'elevata lipofilia.

### Interazioni
La lercanidipina non deve essere associata a forti inibitori dell'enzima epatico CYP3A4 (es. ketoconazolo, eritromicina) o il farmaco immunosoppressore ciclosporina. Gli inibitori del CYP3A4 ne aumentano la concentrazione ematica con conseguente aumento del suo effetto antiipertensivo. Lo stesso si verifica con la ciclosporina e con il succo di pompelmo. In direzione opposta invece agiscono farmaci come la carbamazepina, la rifampicina e l'iperico (erba di San Giovanni) che inducono l'attività del CYP3A4, riducendo quindi la disponibilità della lercanidipina.
| Enantiomeri della lercanidipina    | Enantiomeri della lercanidipina    |
| ---------------------------------- | ---------------------------------- |
| (R)-lercanipidina CAS: 185197-70-0 | (S)-lercanipidina CAS: 185197-71-1 |